# المسيل (الجميمة)

تعديل مصدري - تعديل

المسيل هي إحدى قرى عزلة مسويا بمديرية الجميمة التابعة لمحافظة حجة، بلغ تعداد سكانها 177 نسمة حسب تعداد اليمن لعام 2004.